# Dr. Dre/Auszeichnungen für Musikverkäufe

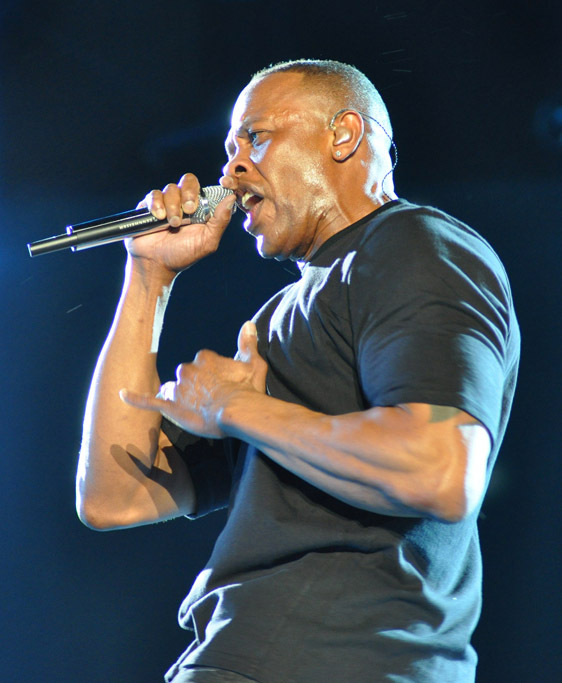
Dr. Dre live beim 2012 Coachella Valley Music and Arts Festival.

Dies ist eine Übersicht über die Auszeichnungen für Musikverkäufe des US-amerikanischen Rappers und Musikproduzenten Dr. Dre. Die Auszeichnungen finden sich nach ihrer Art (Gold, Platin usw.), nach Staaten getrennt in chronologischer Reihenfolge, geordnet sowie nach den Tonträgern selbst, ebenfalls in chronologischer Reihenfolge, getrennt nach Medium (Alben, Singles usw.), wieder.

## Auszeichnungen
| - Vereinigtes Königreich - 2019: für das Album Chronicle: Best of the Works - 2022: für das Lied Xxplosive - 2022: für die Single Bitch Please II - 2023: für die Single Keep Their Heads Ringin’ - 2023: für die Single The Watcher - 2024: für die Single The Recipe - Australien - 1996: für die Single California Love - 1997: für die Single No Diggity - 2015: für das Album Compton - 2023: für die Single The Recipe - Belgien - 1997: für die Single No Diggity - 2000: für das Album 2001 - Brasilien - 2024: für die Single Crack a Bottle - 2024: für die Single Kush - Dänemark - 2014: für das Streaming The Next Episode - 2014: für das Streaming Still D.R.E. - 2022: für das Lied What’s the Difference - 2023: für die Single I Need a Doctor - 2023: für die Single California Love - Deutschland - 2001: für das Album 2001 - 2002: für das Videoalbum The Up in Smoke Tour - 2018: für die Single The Next Episode - 2023: für die Single Forgot About Dre - 2023: für die Single I Need a Doctor - 2023: für die Single California Love - 2023: für die Single No Diggity - Frankreich - 2015: für das Album Compton - Griechenland - 2022: für die Single Still D.R.E. - Italien - 2023: für die Single California Love - 2024: für die Single Forgot About Dre - 2024: für die Single No Diggity - Kanada - 2009: für die Single California Love - Neuseeland - 1995: für die Single Keep Their Heads Ringin’ - 2022: für das Album Compton - Niederlande - 2000: für das Album 2001 - 2001: für das Album The Chronic - Norwegen - 1996: für die Single California Love - 1997: für die Single No Diggity - Österreich - 2024: für die Single Forgot About Dre - 2024: für das Lied What’s the Difference - Schweden - 1998: für die Single No Diggity - Schweiz - 2000: für das Album 2001 - Spanien - 2024: für die Single The Next Episode - Vereinigte Staaten - 1990: für die Single We’re All in the Same Gang - 1993: für die Single Fuck wit Dre Day (And Everybody’s Celebratin’) - 1995: für die Single Keep Their Heads Ringin’ - 2015: für das Album Compton - 2022: für die Single Bitch Please II - Vereinigtes Königreich - 2015: für das Album Compton - 2024: für die Single Nuthin’ but a ‘G’ Thang | - Frankreich - 2001: für das Album 2001 - Australien - 2024: für die Single Bitch Please II - 2024: für die Single Guilty Conscience - Brasilien - 2024: für die Single Still D.R.E. - 2024: für die Single I Need a Doctor - Dänemark - 2020: für die Single No Diggity - 2021: für die Single The Next Episode - 2024: für die Single Forgot About Dre - Italien - 2018: für die Single Still D.R.E. - 2023: für das Album 2001 - 2024: für die Single The Next Episode - Kanada - 2019: für das Album The Chronic - Österreich - 2024: für die Single The Next Episode - 2024: für die Single Still D.R.E. - Portugal - 2022: für die Single Still D.R.E. - Spanien - 2024: für die Single Still D.R.E. - Vereinigte Staaten - 1993: für die Single Nuthin’ but a ‘G’ Thang - 1996: für die Single No Diggity - 1997: für das Album Dr. Dre Presents: The Aftermath - 2018: für die Single The Recipe - 2022: für die Single Guilty Conscience - Vereinigtes Königreich - 2019: für die Single I Need a Doctor - 2022: für die Single California Love - 2023: für das Album The Chronic - 2024: für das Lied What’s the Difference - 2025: für die Single Guilty Conscience - 2025: für die Single Crack a Bottle - Deutschland - 2023: für die Single Still D.R.E. - Australien - 2024: für die Single Crack a Bottle - Dänemark - 2023: für das Album 2001 - 2025: für die Single Still D.R.E. - Europa - 2005: für das Album 2001 - Frankreich - 2001: für das Videoalbum The Up in Smoke Tour - Kanada - 2024: für die Single The Recipe - Neuseeland - 2023: für die Single Nuthin’ but a ‘G’ Thang - 2024: für das Lied What’s the Difference - 2024: für das Lied Xxplosive - Vereinigte Staaten - 1996: für die Single California Love - 2011: für die Single I Need a Doctor - Vereinigtes Königreich - 2022: für die Single Forgot About Dre - 2022: für die Single The Next Episode | - Neuseeland - 2005: für das Videoalbum The Up in Smoke Tour - Vereinigte Staaten - 1993: für das Album The Chronic - 2022: für die Single Crack a Bottle - Vereinigtes Königreich - 2013: für das Videoalbum The Up in Smoke Tour - 2023: für die Single Still D.R.E. - 2023: für die Single No Diggity - Australien - 2022: für das Album 2001 - 2022: für die Single I Need a Doctor - Neuseeland - 2024: für die Single The Next Episode - Kanada - 2001: für das Album 2001 - Neuseeland - 2024: für das Album 2001 - 2024: für die Single Forgot About Dre - 2024: für die Single No Diggity - 2025: für die Single California Love - Vereinigtes Königreich - 2023: für das Album 2001 - Neuseeland - 2025: für die Single Still D.R.E. - Vereinigte Staaten - 2000: für das Album 2001 - 2005: für das Videoalbum The Up in Smoke Tour - Australien - 2004: für das Videoalbum The Up in Smoke Tour |

## Auszeichnungen nach Alben

### The Chronic
| Land/Region                  | Auszeichnungen für Musikverkäufe (Land/Region, Auszeichnung, Verkäufe) | Verkäufe  |
| ---------------------------- | ---------------------------------------------------------------------- | --------- |
| Kanada (MC)                  | Platin                                                                 | 100.000   |
| Niederlande (NVPI)           | Gold                                                                   | 40.000    |
| Vereinigte Staaten (RIAA)    | 3× Platin                                                              | 3.000.000 |
| Vereinigtes Königreich (BPI) | Platin                                                                 | 300.000   |
| Insgesamt                    | 1× Gold · 5× Platin ·                                                  | 3.440.000 |

### Dr. Dre Presents: The Aftermath
| Land/Region               | Auszeichnungen für Musikverkäufe (Land/Region, Auszeichnung, Verkäufe) | Verkäufe  |
| ------------------------- | ---------------------------------------------------------------------- | --------- |
| Vereinigte Staaten (RIAA) | Platin                                                                 | 1.000.000 |
| Insgesamt                 | 1× Platin ·                                                            | 1.000.000 |

### 2001
| Land/Region                  | Auszeichnungen für Musikverkäufe (Land/Region, Auszeichnung, Verkäufe) | Verkäufe    |
| ---------------------------- | ---------------------------------------------------------------------- | ----------- |
| Australien (ARIA)            | 4× Platin                                                              | 280.000     |
| Belgien (BRMA)               | Gold                                                                   | 25.000      |
| Dänemark (IFPI)              | 2× Platin                                                              | 40.000      |
| Deutschland (BVMI)           | Gold                                                                   | 150.000     |
| Europa (IFPI)                | 2× Platin                                                              | (2.000.000) |
| Frankreich (SNEP)            | 2× Gold                                                                | 200.000     |
| Italien (FIMI)               | Platin                                                                 | 50.000      |
| Kanada (MC)                  | 5× Platin                                                              | 500.000     |
| Neuseeland (RMNZ)            | 5× Platin                                                              | 90.000      |
| Niederlande (NVPI)           | Gold                                                                   | 40.000      |
| Schweiz (IFPI)               | Gold                                                                   | 25.000      |
| Vereinigte Staaten (RIAA)    | 6× Platin                                                              | 6.000.000   |
| Vereinigtes Königreich (BPI) | 5× Platin                                                              | 1.500.000   |
| Insgesamt                    | 6× Gold · 30× Platin ·                                                 | 8.925.000   |

### Chronicle: Best of the Works
| Land/Region                  | Auszeichnungen für Musikverkäufe (Land/Region, Auszeichnung, Verkäufe) | Verkäufe |
| ---------------------------- | ---------------------------------------------------------------------- | -------- |
| Vereinigtes Königreich (BPI) | Silber                                                                 | 60.000   |
| Insgesamt                    | 1× Silber ·                                                            | 60.000   |

### Compton
| Land/Region                  | Auszeichnungen für Musikverkäufe (Land/Region, Auszeichnung, Verkäufe) | Verkäufe |
| ---------------------------- | ---------------------------------------------------------------------- | -------- |
| Australien (ARIA)            | Gold                                                                   | 35.000   |
| Frankreich (SNEP)            | Gold                                                                   | 50.000   |
| Neuseeland (RMNZ)            | Gold                                                                   | 7.500    |
| Vereinigte Staaten (RIAA)    | Gold                                                                   | 500.000  |
| Vereinigtes Königreich (BPI) | Gold                                                                   | 100.000  |
| Insgesamt                    | 5× Gold ·                                                              | 692.500  |

## Auszeichnungen nach Singles

### We’re All in the Same Gang
| Land/Region               | Auszeichnungen für Musikverkäufe (Land/Region, Auszeichnung, Verkäufe) | Verkäufe |
| ------------------------- | ---------------------------------------------------------------------- | -------- |
| Vereinigte Staaten (RIAA) | Gold                                                                   | 500.000  |
| Insgesamt                 | 1× Gold ·                                                              | 500.000  |

### Nuthin’ but a ‘G’ Thang
| Land/Region                  | Auszeichnungen für Musikverkäufe (Land/Region, Auszeichnung, Verkäufe) | Verkäufe  |
| ---------------------------- | ---------------------------------------------------------------------- | --------- |
| Neuseeland (RMNZ)            | 2× Platin                                                              | 60.000    |
| Vereinigte Staaten (RIAA)    | Platin                                                                 | 1.300.000 |
| Vereinigtes Königreich (BPI) | Gold                                                                   | 400.000   |
| Insgesamt                    | 1× Gold · 3× Platin ·                                                  | 1.760.000 |

### Fuck wit Dre Day (And Everybody’s Celebratin’)
| Land/Region               | Auszeichnungen für Musikverkäufe (Land/Region, Auszeichnung, Verkäufe) | Verkäufe |
| ------------------------- | ---------------------------------------------------------------------- | -------- |
| Vereinigte Staaten (RIAA) | Gold                                                                   | 800.000  |
| Insgesamt                 | 1× Gold ·                                                              | 800.000  |

### Keep Their Heads Ringin’
| Land/Region                  | Auszeichnungen für Musikverkäufe (Land/Region, Auszeichnung, Verkäufe) | Verkäufe |
| ---------------------------- | ---------------------------------------------------------------------- | -------- |
| Neuseeland (RMNZ)            | Gold                                                                   | 5.000    |
| Vereinigte Staaten (RIAA)    | Gold                                                                   | 700.000  |
| Vereinigtes Königreich (BPI) | Silber                                                                 | 200.000  |
| Insgesamt                    | 1× Silber · 2× Gold ·                                                  | 905.000  |

### California Love
| Land/Region                  | Auszeichnungen für Musikverkäufe (Land/Region, Auszeichnung, Verkäufe) | Verkäufe  |
| ---------------------------- | ---------------------------------------------------------------------- | --------- |
| Australien (ARIA)            | Gold                                                                   | 35.000    |
| Dänemark (IFPI)              | Gold                                                                   | 45.000    |
| Deutschland (BVMI)           | Gold                                                                   | 300.000   |
| Italien (FIMI)               | Gold                                                                   | 50.000    |
| Kanada (MC)                  | Gold                                                                   | 20.000    |
| Neuseeland (RMNZ)            | 5× Platin                                                              | 150.000   |
| Norwegen (IFPI)              | Gold                                                                   | 10.000    |
| Vereinigte Staaten (RIAA)    | 2× Platin                                                              | 2.000.000 |
| Vereinigtes Königreich (BPI) | Platin                                                                 | 600.000   |
| Insgesamt                    | 6× Gold · 8× Platin ·                                                  | 3.210.000 |

### No Diggity
| Land/Region                  | Auszeichnungen für Musikverkäufe (Land/Region, Auszeichnung, Verkäufe) | Verkäufe  |
| ---------------------------- | ---------------------------------------------------------------------- | --------- |
| Australien (ARIA)            | Gold                                                                   | 35.000    |
| Belgien (BRMA)               | Gold                                                                   | 25.000    |
| Dänemark (IFPI)              | Platin                                                                 | 90.000    |
| Deutschland (BVMI)           | Gold                                                                   | 250.000   |
| Italien (FIMI)               | Gold                                                                   | 50.000    |
| Neuseeland (RMNZ)            | 5× Platin                                                              | 150.000   |
| Norwegen (IFPI)              | Gold                                                                   | 10.000    |
| Schweden (IFPI)              | Gold                                                                   | 25.000    |
| Vereinigte Staaten (RIAA)    | Platin                                                                 | 1.600.000 |
| Vereinigtes Königreich (BPI) | 3× Platin                                                              | 1.800.000 |
| Insgesamt                    | 6× Gold · 10× Platin ·                                                 | 4.035.000 |

### Guilty Conscience
| Land/Region                  | Auszeichnungen für Musikverkäufe (Land/Region, Auszeichnung, Verkäufe) | Verkäufe  |
| ---------------------------- | ---------------------------------------------------------------------- | --------- |
| Australien (ARIA)            | Platin                                                                 | 70.000    |
| Vereinigte Staaten (RIAA)    | Platin                                                                 | 1.000.000 |
| Vereinigtes Königreich (BPI) | Platin                                                                 | 600.000   |
| Insgesamt                    | 3× Platin ·                                                            | 1.670.000 |

### Still D.R.E.
| Land/Region                  | Auszeichnungen für Musikverkäufe (Land/Region, Auszeichnung, Verkäufe) | Verkäufe  |
| ---------------------------- | ---------------------------------------------------------------------- | --------- |
| Brasilien (PMB)              | Platin                                                                 | 60.000    |
| Dänemark (IFPI)              | 2× Platin                                                              | 180.000   |
| Deutschland (BVMI)           | 3× Gold                                                                | 750.000   |
| Griechenland (IFPI)          | Gold                                                                   | 10.000    |
| Italien (FIMI)               | Platin                                                                 | 50.000    |
| Neuseeland (RMNZ)            | 6× Platin                                                              | 180.000   |
| Österreich (IFPI)            | Platin                                                                 | 50.000    |
| Portugal (AFP)               | Platin                                                                 | 10.000    |
| Spanien (Promusicae)         | Platin                                                                 | 60.000    |
| Vereinigtes Königreich (BPI) | 3× Platin                                                              | 1.800.000 |
| Insgesamt                    | 1× Gold · 17× Platin ·                                                 | 3.150.000 |

### Forgot About Dre
| Land/Region                  | Auszeichnungen für Musikverkäufe (Land/Region, Auszeichnung, Verkäufe) | Verkäufe  |
| ---------------------------- | ---------------------------------------------------------------------- | --------- |
| Dänemark (IFPI)              | Platin                                                                 | 90.000    |
| Deutschland (BVMI)           | Gold                                                                   | 250.000   |
| Italien (FIMI)               | Gold                                                                   | 50.000    |
| Neuseeland (RMNZ)            | 5× Platin                                                              | 150.000   |
| Österreich (IFPI)            | Gold                                                                   | 15.000    |
| Vereinigtes Königreich (BPI) | 2× Platin                                                              | 1.200.000 |
| Insgesamt                    | 3× Gold · 8× Platin ·                                                  | 1.765.000 |

### The Next Episode
| Land/Region                  | Auszeichnungen für Musikverkäufe (Land/Region, Auszeichnung, Verkäufe) | Verkäufe  |
| ---------------------------- | ---------------------------------------------------------------------- | --------- |
| Dänemark (IFPI)              | Platin                                                                 | 90.000    |
| Deutschland (BVMI)           | Gold                                                                   | 250.000   |
| Italien (FIMI)               | Platin                                                                 | 100.000   |
| Neuseeland (RMNZ)            | 4× Platin                                                              | 120.000   |
| Österreich (IFPI)            | Platin                                                                 | 50.000    |
| Spanien (Promusicae)         | Gold                                                                   | 30.000    |
| Vereinigtes Königreich (BPI) | 2× Platin                                                              | 1.200.000 |
| Insgesamt                    | 2× Gold · 9× Platin ·                                                  | 1.840.000 |

### The Watcher
| Land/Region                  | Auszeichnungen für Musikverkäufe (Land/Region, Auszeichnung, Verkäufe) | Verkäufe |
| ---------------------------- | ---------------------------------------------------------------------- | -------- |
| Vereinigtes Königreich (BPI) | Silber                                                                 | 200.000  |
| Insgesamt                    | 1× Silber ·                                                            | 200.000  |

### Bitch Please II
| Land/Region                  | Auszeichnungen für Musikverkäufe (Land/Region, Auszeichnung, Verkäufe) | Verkäufe |
| ---------------------------- | ---------------------------------------------------------------------- | -------- |
| Australien (ARIA)            | Platin                                                                 | 70.000   |
| Vereinigte Staaten (RIAA)    | Gold                                                                   | 500.000  |
| Vereinigtes Königreich (BPI) | Silber                                                                 | 200.000  |
| Insgesamt                    | 1× Silber · 1× Gold · 1× Platin ·                                      | 770.000  |

### Crack a Bottle
| Land/Region                  | Auszeichnungen für Musikverkäufe (Land/Region, Auszeichnung, Verkäufe) | Verkäufe  |
| ---------------------------- | ---------------------------------------------------------------------- | --------- |
| Australien (ARIA)            | 2× Platin                                                              | 140.000   |
| Brasilien (PMB)              | Gold                                                                   | 30.000    |
| Vereinigte Staaten (RIAA)    | 3× Platin                                                              | 3.000.000 |
| Vereinigtes Königreich (BPI) | Platin                                                                 | 600.000   |
| Insgesamt                    | 1× Gold · 6× Platin ·                                                  | 3.770.000 |

### Kush
| Land/Region     | Auszeichnungen für Musikverkäufe (Land/Region, Auszeichnung, Verkäufe) | Verkäufe |
| --------------- | ---------------------------------------------------------------------- | -------- |
| Brasilien (PMB) | Gold                                                                   | 30.000   |
| Insgesamt       | 1× Gold ·                                                              | 30.000   |

### I Need a Doctor
| Land/Region                  | Auszeichnungen für Musikverkäufe (Land/Region, Auszeichnung, Verkäufe) | Verkäufe  |
| ---------------------------- | ---------------------------------------------------------------------- | --------- |
| Australien (ARIA)            | 4× Platin                                                              | 280.000   |
| Brasilien (PMB)              | Platin                                                                 | 60.000    |
| Dänemark (IFPI)              | Gold                                                                   | 45.000    |
| Deutschland (BVMI)           | Gold                                                                   | 150.000   |
| Vereinigte Staaten (RIAA)    | 2× Platin                                                              | 2.000.000 |
| Vereinigtes Königreich (BPI) | Platin                                                                 | 600.000   |
| Insgesamt                    | 2× Gold · 8× Platin ·                                                  | 3.135.000 |

### The Recipe
| Land/Region                  | Auszeichnungen für Musikverkäufe (Land/Region, Auszeichnung, Verkäufe) | Verkäufe  |
| ---------------------------- | ---------------------------------------------------------------------- | --------- |
| Australien (ARIA)            | Gold                                                                   | 35.000    |
| Kanada (MC)                  | 2× Platin                                                              | 160.000   |
| Vereinigte Staaten (RIAA)    | Platin                                                                 | 1.000.000 |
| Vereinigtes Königreich (BPI) | Silber                                                                 | 200.000   |
| Insgesamt                    | 1× Silber · 1× Gold · 3× Platin ·                                      | 1.395.000 |

## Auszeichnungen nach Liedern

### Xxplosive
| Land/Region                  | Auszeichnungen für Musikverkäufe (Land/Region, Auszeichnung, Verkäufe) | Verkäufe |
| ---------------------------- | ---------------------------------------------------------------------- | -------- |
| Neuseeland (RMNZ)            | 2× Platin                                                              | 60.000   |
| Vereinigtes Königreich (BPI) | Silber                                                                 | 200.000  |
| Insgesamt                    | 1× Silber · 2× Platin ·                                                | 260.000  |

### What’s the Difference
| Land/Region                  | Auszeichnungen für Musikverkäufe (Land/Region, Auszeichnung, Verkäufe) | Verkäufe |
| ---------------------------- | ---------------------------------------------------------------------- | -------- |
| Dänemark (IFPI)              | Gold                                                                   | 45.000   |
| Neuseeland (RMNZ)            | 2× Platin                                                              | 60.000   |
| Österreich (IFPI)            | Gold                                                                   | 25.000   |
| Vereinigtes Königreich (BPI) | Platin                                                                 | 600.000  |
| Insgesamt                    | 2× Gold · 3× Platin ·                                                  | 730.000  |

## Auszeichnungen nach Musikstreaming

### Still D.R.E.
| Land/Region     | Auszeichnungen für Musikverkäufe (Land/Region, Auszeichnung, Verkäufe) | Verkäufe  |
| --------------- | ---------------------------------------------------------------------- | --------- |
| Dänemark (IFPI) | Gold                                                                   | 1.300.000 |
| Insgesamt       | 1× Gold ·                                                              | 1.300.000 |

### The Next Episode
| Land/Region     | Auszeichnungen für Musikverkäufe (Land/Region, Auszeichnung, Verkäufe) | Verkäufe  |
| --------------- | ---------------------------------------------------------------------- | --------- |
| Dänemark (IFPI) | Gold                                                                   | 1.300.000 |
| Insgesamt       | 1× Gold ·                                                              | 1.300.000 |

## Auszeichnungen nach Videoalben

### The Up in Smoke Tour
| Land/Region                  | Auszeichnungen für Musikverkäufe (Land/Region, Auszeichnung, Verkäufe) | Verkäufe |
| ---------------------------- | ---------------------------------------------------------------------- | -------- |
| Australien (ARIA)            | 7× Platin                                                              | 105.000  |
| Deutschland (BVMI)           | Gold                                                                   | 25.000   |
| Frankreich (SNEP)            | 2× Platin                                                              | 30.000   |
| Neuseeland (RMNZ)            | 3× Platin                                                              | 15.000   |
| Vereinigte Staaten (RIAA)    | 6× Platin                                                              | 600.000  |
| Vereinigtes Königreich (BPI) | 3× Platin                                                              | 150.000  |
| Insgesamt                    | 1× Gold · 21× Platin ·                                                 | 925.000  |

## Statistik und Quellen
| Land/RegionAuszeichnungen für Musikverkäufe (Land/Region, Auszeichnungen, Verkäufe, Quellen) | Silber     | Gold       | Platin         | Verkäufe    | Quellen                           |
| -------------------------------------------------------------------------------------------- | ---------- | ---------- | -------------- | ----------- | --------------------------------- |
| Australien (ARIA)                                                                            | —          | 4× Gold4   | 19× Platin19   | 1.085.000   | aria.com.au                       |
| Belgien (BRMA)                                                                               | —          | 2× Gold2   | —              | 50.000      | ultratop.be BE2                   |
| Brasilien (PMB)                                                                              | —          | 2× Gold2   | 2× Platin2     | 180.000     | pro-musicabr.org.br               |
| Dänemark (IFPI)                                                                              | —          | 5× Gold5   | 7× Platin7     | 625.000     | ifpi.dk                           |
| Deutschland (BVMI)                                                                           | —          | 8× Gold8   | Platin1        | 2.125.000   | musikindustrie.de                 |
| Europa (IFPI)                                                                                | —          | —          | 2× Platin2     | (2.000.000) | ifpi.org                          |
| Frankreich (SNEP)                                                                            | —          | 3× Gold3   | 2× Platin2     | 280.000     | infodisc.fr snepmusique.com       |
| Griechenland (IFPI)                                                                          | —          | Gold1      | —              | 10.000      | Einzelnachweise                   |
| Italien (FIMI)                                                                               | —          | 3× Gold3   | 3× Platin3     | 360.000     | fimi.it                           |
| Kanada (MC)                                                                                  | —          | Gold1      | 8× Platin8     | 760.000     | musiccanada.com                   |
| Neuseeland (RMNZ)                                                                            | —          | 2× Gold2   | 39× Platin39   | 1.052.500   | aotearoamusiccharts.co.nz NZ2 NZ3 |
| Niederlande (NVPI)                                                                           | —          | 2× Gold2   | —              | 80.000      | nvpi.nl                           |
| Norwegen (IFPI)                                                                              | —          | 2× Gold2   | —              | 20.000      | ifpi.no                           |
| Österreich (IFPI)                                                                            | —          | 2× Gold2   | 2× Platin2     | 150.000     | ifpi.at                           |
| Portugal (AFP)                                                                               | —          | —          | Platin1        | 10.000      | Einzelnachweise                   |
| Schweden (IFPI)                                                                              | —          | Gold1      | —              | 25.000      | ifpi.se                           |
| Schweiz (IFPI)                                                                               | —          | Gold1      | —              | 25.000      | hitparade.ch                      |
| Spanien (Promusicae)                                                                         | —          | Gold1      | Platin1        | 90.000      | elportaldemusica.es               |
| Vereinigte Staaten (RIAA)                                                                    | —          | 5× Gold5   | 27× Platin27   | 25.200.000  | riaa.com                          |
| Vereinigtes Königreich (BPI)                                                                 | 6× Silber6 | 2× Gold2   | 24× Platin24   | 12.510.000  | bpi.co.uk                         |
| Insgesamt                                                                                    | 6× Silber6 | 47× Gold47 | 138× Platin138 |             |                                   |